# Hendrik Willem Mouton
Hendrik Willem Mouton (Den Haag, 8 september 1890 — Utrecht, 3 mei 1974) was een Nederlandse civiel ingenieur die na de Tweede Wereldoorlog werkte als secretaris-generaal van het ministerie van Wederopbouw en Volkshuisvesting. Mouton speelde een belangrijke rol bij de wederopbouw van onder meer Rotterdam.

## Biografie
Hendrik Willem Mouton was een zoon van drukker/uitgever Martinus Mouton en Wilhelmina Theodora van Houten, dochter van politicus Samuel van Houten. In 1916 studeerde hij af als civiel ingenieur aan de Technische Hogeschool Delft. Tot in de Tweede Wereldoorlog werkte hij voornamelijk in dienst van Rijkswaterstaat. Hij werkte aan de grote sluis in IJmuiden, de aanleg van het Maas-Waalkanaal en vanaf 1928 leidde hij werkzaamheden aan het wegennet in en rond Almelo. Nadat hij werd bevorderd tot hoofdingenieur werkte hij vanaf 1935 bij de Directie van de Waterstaat in Den Haag.
Op 17 mei 1940 werd Mouton gedetacheerd bij regeringscommissaris Johan Ringers, waarna hij meewerkte aan het Basisplan voor de Wederopbouw van Rotterdam van ir. Witteveen en dat voor Middelburg. In Rotterdam werd hij in dezelfde periode aangesteld als (honorair) algemeen secretaris bij de Organisatie van de Wederopbouw en de Bouwnijverheid. Mouton was zo toegewijd aan dit werk dat hij bij gebrek aan openbaar vervoer in de bezettingsjaren te voet van Den Haag naar Rotterdam liep om vergaderingen over de werderopbouw bij te wonen. Kort na de bevrijding werd hij aangesteld als algemeen commissaris voor de Wederopbouw, om later dat jaar daarnaast te worden benoemd als secretaris-generaal van het nieuwe ministerie van Wederopbouw en Volkshuisvesting. Hij was voor de Dienst Wederopbouw Rotterdam van de gelijknamige gemeente de belangrijkste vertegenwoordiger van de Rijksoverheid. In 1946 ontving hij als dank van de gemeente Rotterdam de Van Oldenbarneveltpenning. Mouton diende onder de ministers Ringer, Vos, Neher, In 't Veld en Witte en voorzag het wederopbouwbeleid van continuïteit.
Naast de wederopbouwplannen in Rotterdam en Middelburg was Mouton als voorzitter van de Commissie Wederopbouw Bezuidenhout betrokken bij maken van het Plan Mouton (1960), een stedenbouwkundig ontwerp voor het Wijnhavenkwartier en Bezuidenhout in Den Haag.
Mouton was Commandeur in de Orde van Oranje-Nassau en Ridder in de Orde van de Nederlandse Leeuw.